# (5189) 1990 UQ
1990 يو كيو (ويعرف أيضًا باسم (5189) 1990 يو كيو وفق تسمية الكوكب الصغير) (بالإنجليزية: 1990 UQ)‏ هو كويكب ضمن حزام الكويكبات؛ وترتيبه 5189 من حيث الاكتشاف.
اكتُشف هذا الجُرم الفلكي بواسطة روبرت إتش ماكنوت في 20 أكتوبر 1990.

## وصلات خارجية
- (5189) 1990 UQ في قاعدة بيانات مختبر الدفع النفاث لأجرام النظام الشمسي الصغيرة

- الاكتشاف · مخطط المدار ·  العناصر المدارية · المعلمات المادية

- (5189) 1990 UQ على موقع ويكي سكاي: DSS2, SDSS, GALEX, IRAS, Hydrogen α, X-Ray, Astrophoto, Sky Map, Articles and images